# دوروتيا كينت
دوروتيا كينت (بالإنجليزية: Dorothea Kent) هي ممثلة أمريكية، ولدت في 21 يونيو 1916 في سانت جوزيف في الولايات المتحدة، وتوفيت في 23 أغسطس 1990 في هوليوود في الولايات المتحدة بسبب سرطان الثدي.

## وصلات خارجية
- دوروتيا كينت على موقع IMDb (الإنجليزية)
- دوروتيا كينت على موقع إن إن دي بي (الإنجليزية)
- دوروتيا كينت على موقع قاعدة بيانات الفيلم (الإنجليزية)